# Parada Agente Hely
A Parada Agente Hely é uma parada ferroviária que atende aos trens de subúrbios da Estrada de Ferro Campos do Jordão (EFCJ). Foi originalmente inaugurada em 1953, sendo reconstruída em 2015.
Localiza-se no município de Pindamonhangaba.

## História

### História da Linha
A EFCJ foi idealizada pelos médicos sanitaristas Emílio Ribas e Victor Godinho, a fim de levar os acometidos pela tuberculose aos sanatórios da então Vila de Campos do Jordão, acelerando e providenciando mais conforto a um caminho anteriormente percorrido por sobre lombos de mulas.

### História da Estação
A parada foi inicialmente inaugurada em 1953, com o nome Quilômetro 11, sendo uma simples construção de trilhos e telhas de barro. Foi reconstruída pela EFCJ em 2015, recebendo instalações de alvenaria com acessibilidade. Seu nome foi alterado para homenagear um funcionário da ferrovia que morreu a serviço da empresa, em uma data desconhecida.